# 日本洋菓子協会連合会
一般社団法人日本洋菓子協会連合会（にほんようがしきょうかいれんごうかい、英: The Federation of Japan Confectionery Associations）は洋菓子の製造技術の向上を目的に設立された業界団体。日本の洋菓子業界の中で最も古い歴史を持ち、最大規模の団体である。現在は各都道府県単位の洋菓子協会を統括する団体として、技術講習会や全国洋菓子技術コンテスト大会の開催を通じ、日本の洋菓子レベルや業界の社会的地位の向上を図っている。

## 概要
- 会員 - 洋菓子協会が各都道府県および札幌・小樽・函館・帯広・釧路・旭川・北見に全53団体あり、個別の企業、店は各洋菓子協会に加盟することで本会に加盟する。

- 活動内容
  - 全国洋菓子技術コンテスト大会をはじめ、各種イベントの実施。国際コンテストの日本予選を含む。
  - パティシエに対する洋菓子製造技術の指導
  - 機関誌「ガトー」（GATEAUX）や洋菓子関連書籍の発行
  - 日本国外の製菓業界や技術者との交流
  - 広報活動、会員相互の親睦活動

## 沿革
- 1952年4月 - 日本洋菓技術協会として東京都に設立
- 1955年4月 - 社団法人格を取得し、社団法人日本洋菓子技術協会に名称変更
- 1958年7月 - 社団法人日本洋菓子協会に名称変更
- 1971年6月 - 社団法人日本洋菓子協会連合会に名称変更
- 2014年 - 一般社団法人に移行。